# Stalinstadt
Stalinstadt (en français : Staline-Ville) est la ville résidentielle de l'usine sidérurgique d'Eisenhüttenstadt (EKO). Elle est construite à l'été 1950 en même temps que l'unité industrielle. Le 1er février 1953, Stalinstadt devient un arrondissement urbain autonome.
Le plan initial était de baptiser la « première ville socialiste sur le sol allemand »  le 14 mars 1953, à l'occasion du 70e anniversaire de la mort de Karl Marx, du nom du « plus grand fils du peuple allemand ». Mais la mort de Joseph Staline survient le 5 mars 1953, peu de temps avant la cérémonie. Le 7 mai 1953, la ville résidentielle est donc renommée Stalinstadt. En compensation, le 10 mai 1953, la ville de Chemnitz est nommée Karl-Marx-Stadt.
La population passe de 2 400 habitants (1952) à 15 150 (1955).
Au cours de la déstalinisation, le nom est supprimé par la fusion de Stalinstadt et de l'arrondissement de Fürstenberg (de) le 13 novembre 1961, fondant la ville d'Eisenhüttenstadt.

## Planification et développement
Après la Seconde Guerre mondiale, il n'y a pas de production d'acier significative en zone d'occupation soviétique, car les sites allemands d'avant-guerre se trouvent presque entièrement dans les zones d'occupation occidentales. Divers emplacements sont envisagés, dont Magdebourg, Brandebourg et l'embouchure de l'Uecker sur la mer Baltique. Cet emplacement est le mieux situé sur le plan logistique car les matières premières peuvent être transportées par voie maritime depuis la Suède ou l'Union soviétique. Après une conversation entre Walter Ulbricht et Joseph Staline à Moscou, ces plans sont abandonnés afin d'éviter la dépendance à l'égard d'un pays occidental. En fin de compte, la décision est prise pour des raisons de stratégie militaire. Ulbricht impose l'emplacement près de Fürstenberg (Oder) lors d'une réunion avec des experts de l'industrie, en considérant l'éloignement des bases militaires des forces armées américaines en Allemagne de l'Ouest au début de la guerre froide en cas de frappes aériennes. La raison officielle est que l'endroit permet d'exploiter le minerai venant de Krivoï Rog et la houille polonaise de Silésie, qui peut être transportée par bateau à travers l'Oder.
L'emplacement du site permet aussi de reloger les personnes déplacées installées près de la nouvelle frontière. Avec la présence d'une industrie d'armement, Fürstenberg était auparavant une ville industrielle en pleine croissance. Son développement s'arrête brutalement avec la fin de la guerre, la plupart des usines étant démantelées pour être envoyées en Union Soviétique en guise de réparation de guerre.
À l'origine, l'usine sidérurgique devait être construite sur le site de l'ancienne usine chimique Degussa, mais un emplacement plus au nord est choisi en raison des possibilités d'agrandissement et des fondations déjà en place.
L'usine est conçue selon les plans du Combinat métallurgique de Magnitogorsk dans l'Oural, eux-mêmes basés sur les aciéries américaines de Gary de l'entre-deux-guerres, le prototype d'une aciérie moderne et intégrée. Les hauts fourneaux sont des hauts fourneaux standards allemands, dont les plans avaient été publiés dans la revue Stahl und Eisen et étaient à l'origine destinés aux territoires occupés de l'Est.
L'architecture urbaine est dans la ligne du classicisme socialiste, comme beaucoup d'autres villes d'États socialistes : Nowa Huta (Stalinogród) en Pologne, ou Sztálinváros en Hongrie. Dans les premières années en particulier, le style est associé au concept de révolution des conditions de vie, et à une élévation du niveau culturel de la « classe ouvrière » et de tous les « travailleurs » (palais résidentiels, palais culturels ). C'est de là qu'ont été tirés « Les 16 principes du développement urbain », qui ont dominé la conception des premiers quartiers de Stalinstadt.
Tant à l'intérieur qu'à l'extérieur, la ville doit annoncer un niveau de vie élevé. Les attentes sont exacerbées par les autorités et les politiques. Après la visite d'Ulbricht, on augmente la hauteur des pièces, et il exige qu'on emploie des matériaux de construction de qualité supérieure. Otto Grotewohl visite aussi quelques appartements en 1952 et exige des meubles fabriqués en usine. Seuls certains pouvaient profiter de ces appartements. Comme 80% des appartements appartenaient au combinat sidérurgique, ils sont une partie de la rémunération, notamment pour les « travailleurs de choc méritants ».
Au début, il est difficile d'approvisionner la ville en biens de première nécessité. Le ministre du Commerce Kurt Gregor écrit après une visite le 16 août 1952 au gouvernement local qu'il a été informé d'un très faible approvisionnement en fruits, légumes et autres produits, et que la rue commerçante promise des mois plus tôt n'a pas encore été achevée. En réponse, l'administration municipale organise des « foires commerciales » et fournit 740 vélos, 5 000 seaux, 2 400 paires de chaussures et 10 000 mètres de tissu pour le linge de lit.
Un autre problème est posé par les loisirs des travailleurs. Des artistes comme Karl Gass, Karl Mundstock, Oskar Nerlinger et d'autres vivent et travaillent à Stalinstadt afin d'en promouvoir la vie culturelle, mais s'aperçoivent que les ouvriers ne sont pas satisfaits de leur travail. Le changement de comportement humain vers une vie plus « cultivée » prévu par la direction socialiste est difficile à mettre en œuvre.
Stalinstadt devient en fait une ville divisée. Ceux qui ont obtenu l'un des nouveaux appartements sont heureux des conditions de vie. En revanche, la plupart des ouvriers, dont beaucoup sont jeunes et sans famille, et dont un tiers sont des expulsés des anciens territoires allemands, continuent à vivre dans des baraquements, souvent à dix dans des chambres partagées. Leur principal passe-temps est d'aller dans les bars, de boire et se battre.
Des problèmes majeurs se sont posés lors de la construction et de l'exploitation de l'usine sidérurgique. L'usine, conçue pour fournir 360 tonnes de fonte brute, n'en a produit que 205 tonnes deux mois après sa première mise en service, avec des réparations et des ajustements constants. Tant que la RDA existera, la production d'acier aura lieu en URSS car l'entreprise ne comprenait pas d'aciérie. Cela ne sera réalisé qu'après la réunification.. L'une des raisons était que dès 1954, au lieu des 110 millions de marks est-allemands prévus, seuls 34 millions sont investis dans l'usine.
En raison de la production insuffisante de l'usine, du manque d'approvisionnement et du manque d'espace de vie pour les travailleurs, une réunion des dirigeants du parti a eu lieu à Stalinstadt en 1952. Fritz Selbmann, ministre de l'industrie lourde et de la construction industrielle, est condamné à une amende en tant que principal responsable identifié, et une commission d'experts est mise en place. La Sûreté de l'État enquête et, sur suggestion de conseillers soviétiques, le ministre responsable Wilhelm Zaisser accuse Selbmann d'être coupable et celui-ci est alors menacé de faire l'objet d'un procès-spectacle. Cela sera évité par les ingénieurs soviétiques qui, lors d'une enquête, font l'éloge de la conception des hauts fourneaux et attribuent la faible productivité à un mélange incorrect du charbon et du minerai.
Après la mort de Staline en décembre 1954, Nikita Khrouchtchev lance une campagne pour « l'industrialisation de la construction ». Il réclame des appartements standardisés faits d'éléments préfabriqués et de béton armé. Dans le même temps, il rejette les bâtiments monumentaux du réalisme socialiste : de tels bâtiments ne favoriseraient pas le confort des habitants, mais ne conduiraient qu'à une utilisation difficile et à des coûts élevés. Après que la traduction allemande du discours fut mise à la disposition du Comité central du SED en février 1955, tous les plans furent également modifiés pour Stalinstadt. L'hôtel de ville monumental prévu n'a jamais été construit et les appartements n'ont été construits que sous forme de bâtiments préfabriqués, comme dans toute la RDA.
En raison de la propagande des débuts, la ville est restée Stalinstadt dans la conscience de la population, même après avoir été rebaptisée Eisenhüttenstadt en 1961, et a gardé une importance symbolique.
Dans d'autres pays du bloc de l'Est, des villes ont été nommées d'après Staline, dont l'équivalent était « Staline-Ville » ou simplement « Staline ». Il s'agissait dans plusieurs cas de lieux de production d'acier.

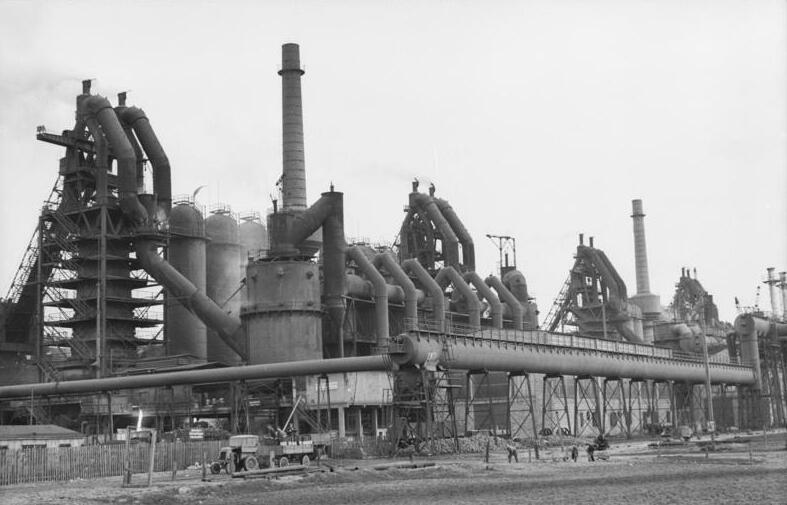
L'unité sidérurgique en novembre 1952.
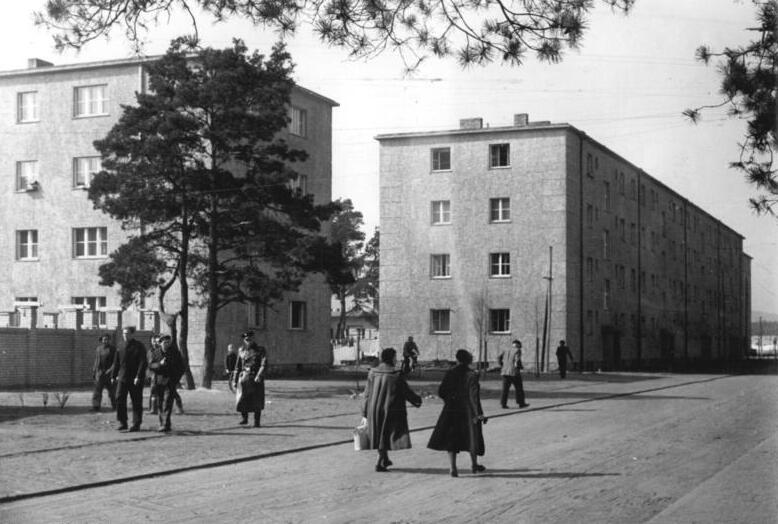
Rue de Stalinstadt, mars 1953.
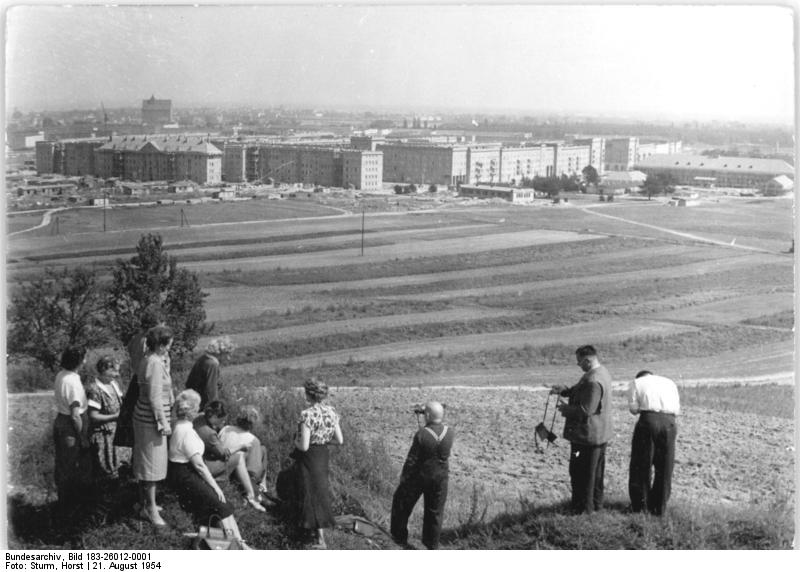
Vue d'ensemble de Stalinstadt, août 1954.
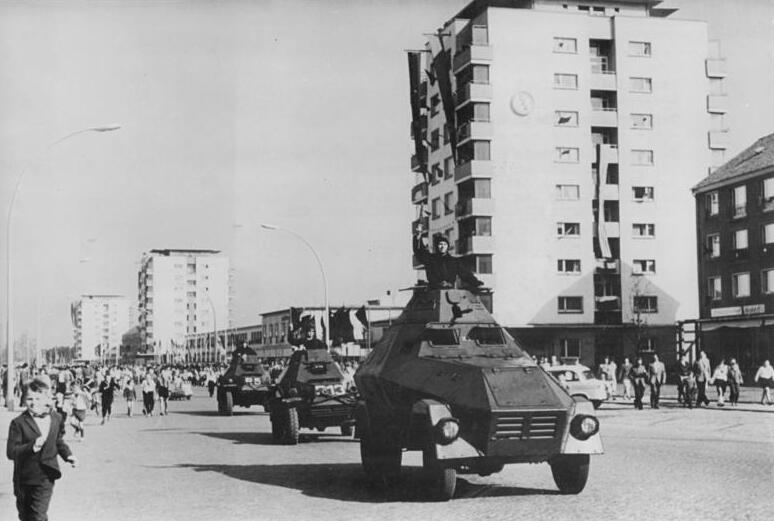
Parade militaire pour les 12 ans de la RDA, octobre 1961.

## Rôle idéologique
Même lors de sa fondation, Stalinstadt a une position particulière en tant que « première ville socialiste » de RDA. Les nombreux reportages dans les médias sur la « fondation de la ville à partir de rien » mais aussi les représentations artistiques ont contribué à la création de légendes. Même après avoir été rebaptisé Eisenhüttenstadt, Stalinstadt est « l'utopie construite des premières années de la RDA ». La société socialiste devait s'y développer sans aucun héritage d'antan. « Le nouvel Homme doit surgir, la ville et l'usine doivent être un laboratoire pour une société, une culture et un mode de vie futurs ». En plus des bâtiments monumentaux de la phase initiale, on y trouve des symboles tels que les étoiles rouges sur les bâtiments publics et industriels, qui brillent la nuit lorsque le plan a été réalisé.
Ce qui est unique à Stalinstadt est l'absence totale de propriété privée des terres et des maisons, et l'absence d'églises. C'était aussi la seule ville où il n'y a pas d'entreprises privées d'artisanat ou de services. Même dans le Fürstenberg voisin sont imposées ces restrictions plus strictes que dans le reste de la RDA. L'interdiction des jardins familiaux, justifiée par le fait qu'ils étaient bourgeois et éloignaient la population de la communauté, ne peut cependant être maintenue : les habitants ont en effet simplement aménagé des jardins en dehors de la ville. Au début des années 1960, Ulbricht déclare les jardins familiaux comme une activité de loisir prolétarienne.
La ville était une « zone d'approvisionnement spéciale » en RDA et le combinat sidérurgique était une « opération prioritaire », de sorte que les deux recevaient des livraisons préférentielles. Au début des années 1960, l'approvisionnement en produits de première nécessité à Stalinstadt est bien meilleur que dans des villes comparables de la RDA.

## Personnalités nées à Stalinstadt
- Udo Beyer (* 1955), athlète et champion olympique au lancer du poids
- Hans-Georg Beyer (de) (* 1956), joueur de handball
- Friedrich Liechtenstein (de) (* 1956), musicien, acteur et artiste
- Detlef Gerstenberg (1957-1993), athlète
- Frank Schaffer (* 1958), athlète et médaillé olympique
- Katharina Bullin (de) (* 1959), joueuse de volley-ball
- Gisela Beyer (de) (* 1960), athlète
- Elke Pollack (de) (* 1960), peintre et graphiste

## Dans l'art et la culture
Le long métrage La Révolution silencieuse (Allemagne, 2018) se déroule à Stalinstadt au moment du soulèvement hongrois de 1956.